# Școala Gimnazială „Vasile Alecsandri” din Roman
Școala Gimnazială „Vasile Alecsandri” din Roman este o școală situată pe strada C. A. Rosetti nr. 8, în Roman, România. Clădirea este monument istoric, înscrisă în lista monumentelor istorice din județul Neamț, având codul NT-II-m-B-10675.